# Färöische Fußballmeisterschaft der Frauen 1995
Die Färöische Fußballmeisterschaft der Frauen 1995 wurde in der 1. Deild genannten ersten färöischen Liga ausgetragen und war insgesamt die elfte Saison. Sie startete am 5. Mai 1995 mit dem Spiel von ÍF Fuglafjørður gegen NSÍ Runavík und endete am 14. Oktober 1995.
Sumba/VB war durch die Fusion von SÍ Sumba mit VB Vágur der 16. Teilnehmer der höchsten Spielklasse, Aufsteiger NSÍ Runavík kehrte nach fünf Jahren in diese zurück. Meister wurde Titelverteidiger HB Tórshavn, die den Titel somit zum dritten Mal in Folge sowie zum sechsten Mal insgesamt erringen konnten. Absteigen musste hingegen NSÍ Runavík nach einem Jahr Erstklassigkeit.
Im Vergleich zur Vorsaison verbesserte sich die Torquote auf 4,60 pro Spiel, was den höchsten Schnitt seit Einführung der 1. Deild 1985 bedeutete. Die höchsten Siege erzielten jeweils mit einem 11:0 HB Tórshavn im Heimspiel gegen KÍ Klaksvík am dritten Spieltag sowie B36 Tórshavn im Heimspiel gegen NSÍ Runavík am 14. Spieltag, was zugleich neben dem 1:10 im Spiel von NSÍ Runavík gegen HB Tórshavn am 18. Spieltag die torreichsten Spiele darstellte.

## Modus
In der 1. Deild spielte jede Mannschaft für eine Saison an 21 Spieltagen jeweils drei Mal gegen jede andere. Die punktbeste Mannschaft zu Saisonende stand als Meister dieser Liga fest, die letzte Mannschaft stieg in die 2. Deild ab. Erstmals wurde nach der Drei-Punkte-Regel gespielt.

## Saisonverlauf

### Meisterschaftsentscheidung
B36 Tórshavn stand vom zweiten bis zum fünften Spieltag an der Spitze der Tabelle, wobei es am fünften Spieltag beim 1:1 im Stadtderby gegen HB Tórshavn den ersten Punktverlust gab. Nach einem 2:2 am nächsten Spieltag im Heimspiel gegen KÍ Klaksvík setzte sich Skála ÍF mit fünf Siegen auf Platz eins, die einzige Niederlage kassierten sie am dritten Spieltag beim 1:3 im Heimspiel gegen B36 Tórshavn. Doch schon am siebten Spieltag konnte HB Tórshavn durch ein 6:1 im Heimspiel gegen Skála die Führung zurückerobern, B36 folgte punktgleich dahinter. Am zehnten Spieltag verlor HB jedoch auswärts mit 1:2 gegen KÍ Klaksvík, was wiederum B36 ausnutzen konnte, doch schon am Spieltag darauf wechselten beide Mannschaften nach dem 0:0 von B36 bei EB Eiði erneut die Plätze. Im direkten Duell am zwölften Spieltag konnte HB Tórshavn mit 3:0 gegen B36 Tórshavn triumphieren und vergrößerte den Abstand auf vier Punkte. Bis zum Saisonende blieb HB daraufhin ungeschlagen und behielt die Spitzenposition. Da B36 ebenfalls in den weiteren Spielen ungeschlagen blieb, das direkte Duell am 19. Spieltag endete 2:2, fiel die Entscheidung um die Meisterschaft erst am letzten Spieltag. An diesem gewann B36 mit 7:0 bei NSÍ Runavík. Da HB ebenfalls mit 4:1 im Heimspiel gegen Skála ÍF gewinnen konnte, feierte HB die nächste Meisterschaft.

### Abstiegskampf
ÍF Fuglafjørður befand sich ab dem fünften Spieltag durchgängig auf dem letzten Platz, der erste Sieg gelang erst am zwölften Spieltag durch ein 2:1 im Heimspiel gegen EB Eiði. Nach zwei weiteren Siegen am 14. und 15. Spieltag konnte zu den punktgleichen Mannschaften von Sumba/VB und NSÍ Runavík aufgeschlossen werden. Sumba/VB feierte bereits am sechsten Spieltag durch einen 3:2-Heimsieg gegen NSÍ den ersten Sieg, NSÍ wiederum am achten Spieltag durch ein 3:0 im Heimspiel gegen ÍF. Am 17. Spieltag gewann Sumba/VB das Duell gegen ÍF mit 2:1 und auch NSÍ konnte durch einen 3:1-Auswärtssieg gegen EB Eiði auf drei Punkte davonziehen. Durch einen 3:1-Heimsieg von Sumba/VB gegen KÍ Klaksvík vergrößerte sich der Abstand zu ÍF auf sechs Punkte. Die endgültige Rettung für Sumba/VB wurde am 19. Spieltag durch 0:0 bei Skála ÍF vollzogen, während sowohl NSÍ als auch ÍF ihre letzten Spiele jeweils verloren. Dies änderte sich auch nicht am 20. Spieltag, so dass der letzte Spieltag die Entscheidung bringen musste. NSÍ Runavík verlor hierbei sein Heimspiel mit 0:7 gegen B36 Tórshavn. ÍF Fuglafjørður gewann indessen das Auswärtsspiel gegen KÍ Klaksvík mit 2:0 und zog an Punkten gleich, besaß jedoch die deutlich bessere Tordifferenz, so dass der Abstieg vermieden wurde.

## Abschlusstabelle
| Pl. | Verein           | Sp. | S  | U | N  | Tore    | Diff. | Punkte |
| --- | ---------------- | --- | -- | - | -- | ------- | ----- | ------ |
| 1.  | HB Tórshavn (M)  | 21  | 16 | 4 | 1  | 093:150 | +78   | 52     |
| 2.  | B36 Tórshavn (P) | 21  | 15 | 5 | 1  | 088:190 | +69   | 50     |
| 3.  | Skála ÍF         | 21  | 10 | 2 | 9  | 048:410 | +7    | 32     |
| 4.  | EB Eiði          | 21  | 7  | 5 | 9  | 028:510 | −23   | 26     |
| 5.  | KÍ Klaksvík      | 21  | 7  | 4 | 10 | 041:540 | −13   | 25     |
| 6.  | Sumba/VB 1       | 21  | 6  | 4 | 11 | 031:320 | −1    | 22     |
| 7.  | ÍF Fuglafjørður  | 21  | 4  | 3 | 14 | 020:670 | −47   | 15     |
| 8.  | NSÍ Runavík (N)  | 21  | 4  | 3 | 14 | 028:980 | −70   | 15     |

| (N) | Aufsteiger       |
| (M) | Meister 1994     |
| (P) | Pokalsieger 1994 |

## Spiele und Ergebnisse
|                 | B36 | B36 | EB  | EB  | HB    | HB    | ÍF  | ÍF  | KÍ    | KÍ  | NSÍ   | NSÍ | Skála | Skála | Sumba/VB | Sumba/VB |
| --------------- | --- | --- | --- | --- | ----- | ----- | --- | --- | ----- | --- | ----- | --- | ----- | ----- | -------- | -------- |
| B36 Tórshavn    |     |     | 6:1 | 9:1 | 0:3   |       | 8:0 | 6:1 | 2:2   | 5:2 | 11:00 |     | 4:0   |       | 2:0      | 3:1      |
| EB Eiði         | 0:0 |     |     |     | 0:3   | 1:1   | 2:0 | 1:0 | 3:0   |     | 4:0   | 1:3 | 2:1   |       | 1:0      | 0-:- 2   |
| HB Tórshavn     | 1:1 | 2:2 | 6:2 |     |       |       | 6:1 |     | 11:00 | 4:1 | 8:0   |     | 6:1   | 4:1   | 0-:- 2   | 3:0      |
| ÍF Fuglafjørður | 1:1 |     | 2:1 |     | 00:10 | 1:4   |     |     | 2:0   |     | 0:0   | 2:0 | 1:6   | 2:6   | 1:1      | 1:3      |
| KÍ Klaksvík     | 0:4 |     | 3:3 | 7:0 | 2:1   |       | 3:1 | 0:2 |       |     | 3:3   | 8:1 | 0:3   |       | 1:0      |          |
| NSÍ Runavík     | 2:8 | 0:7 | 5:3 |     | 0:6   | 01:10 | 3:0 |     | 2:2   |     |       |     | 1:4   | 0:3   | 5:4      |          |
| Skála ÍF        | 1:3 | 1:3 | 3:0 | 1:1 | 0:3   |       | 4:1 |     | 4:2   | 0:3 | 4:0   |     |       |       | 2:1      | 0:0      |
| Sumba/VB        | 0:3 |     | 1:1 |     | 1:1   |       | 2:1 |     | 0:1   | 3:1 | 3:2   | 7:0 | 4:3   |       |          |          |

## Torschützenliste
Bei gleicher Anzahl von Treffern sind die Spielerinnen nach dem Nachnamen alphabetisch geordnet.
| Platz | Spieler             | Mannschaft   | Tore |
| ----- | ------------------- | ------------ | ---- |
| 1     | Sigrun Mikkelsen    | HB Tórshavn  | 30   |
| 2     | Judith E. Joensen   | B36 Tórshavn | 21   |
| 3     | Helga Ellingsgaard  | HB Tórshavn  | 19   |
| 4     | Brynhild Klein      | B36 Tórshavn | 18   |
| 5     | Eyðfríð Kristiansen | EB Eiði      | 17   |
| 6     | Eyðvør úr Dímun     | HB Tórshavn  | 16   |
| 6     | Sonja R. Steinhólm  | NSÍ Runavík  | 16   |
| 8     | Rannvá B. Andreasen | KÍ Klaksvík  | 15   |
| 9     | Borglis Fagradal    | Skála ÍF     | 14   |
| 10    | Annika Godtfred     | HB Tórshavn  | 12   |
| 10    | Palma Petersen      | Skála ÍF     | 12   |

## Spielstätten
| Mannschaft      | Stadion          | Spielort     |
| --------------- | ---------------- | ------------ |
| B36 Tórshavn    | Gundadalur       | Tórshavn     |
| EB Eiði         | Á Mølini         | Eiði         |
| HB Tórshavn     | Gundadalur       | Tórshavn     |
| ÍF Fuglafjørður | Í Fløtugerði     | Fuglafjørður |
| KÍ Klaksvík     | Við Djúpumýrar   | Klaksvík     |
| NSÍ Runavík     | Við Løkin        | Runavík      |
| Skála ÍF        | Undir Mýruhjalla | Skáli        |
| Sumba/VB        | Á Krossinum      | Sumba        |

## Schiedsrichter
Folgende Schiedsrichter leiteten die 82 ausgetragenen Erstligaspiele (zu sechs Spielen fehlen die Daten):
| Name                      | Stammverein     | Spiele |
| ------------------------- | --------------- | ------ |
| Árni Vang                 | ÍF Fuglafjørður | 09     |
| Petur Skarðenni           | LÍF Leirvík     | 06     |
| Sunleiv Højgaard          | NSÍ Runavík     | 05     |
| Petur Erhard Kjærbo       | SÍ Sumba        | 04     |
| Jóhan Carl Dam            | HB Tórshavn     | 03     |
| Palli Gregersen           | GÍ Gøta         | 03     |
| Preben Olsen              | VB Vágur        | 03     |
| Tummas Pauli Olsen        | GÍ Gøta         | 03     |
| Bjarni í Stórustovu       | B36 Tórshavn    | 03     |
| Steingrím av Vollanum     | ÍF Fuglafjørður | 03     |
| Nemus Napoleon Djurhuus   | HB Tórshavn     | 02     |
| Karl Arni Egholm          | B36 Tórshavn    | 02     |
| Steinálvur Guðmundsson    | GÍ Gøta         | 02     |
| Jonhard Hilmarsson Hansen | NSÍ Runavík     | 02     |
| Lassin Isaksen            | KÍ Klaksvík     | 02     |
| Hermann Jacobsen          | B68 Toftir      | 02     |
| Niklas á Líðarenda        | GÍ Gøta         | 02     |

Weitere 20 Schiedsrichter leiteten jeweils ein Spiel.

## Die Meistermannschaft
In Klammern sind die Anzahl der Einsätze sowie die dabei erzielten Tore genannt.
| 1. | HB Tórshavn |
|    | Elly Andersen (1/0) \| Oda Andreasen (13/0) \| Eyðvør úr Dímun (17/16) \| Kára á Dunga (19/0) \| Birita Ellefsen (17/10) \| Durita Ellefsen (1/0) \| Helga Ellingsgaard (16/19) \| Annika Godtfred (20/12) \| Ann Hansen (3/0) \| Annika Hansen (20/0) \| Louisa Hansen (5/1) \| Ása Jacobsen (19/1) \| Mirjam Joensen (9/0) \| Rannvá Joensen (15/0) \| Teresa S. Johnsson (6/2) \| Annika Midjord (18/1) \| Sigrun Mikkelsen (19/30) \| Kirstin Nesá (7/0) \| Heidi Neshamar (6/0) \| Liljan av Fløtum Petersen (20/1) \| Beinta H. Thomassen (3/0) \| Eyðvør Thomsen (1/0) \| ohne Einsatz: Henrietta Heinesen \| Elsa Maria Joensen |

## Nationaler Pokal
Im Landespokal gewann B36 Tórshavn mit 2:1 gegen Sumba/VB. Meister HB Tórshavn schied im Viertelfinale mit 1:2 gegen B36 Tórshavn aus.